# تل (علم الآثار)

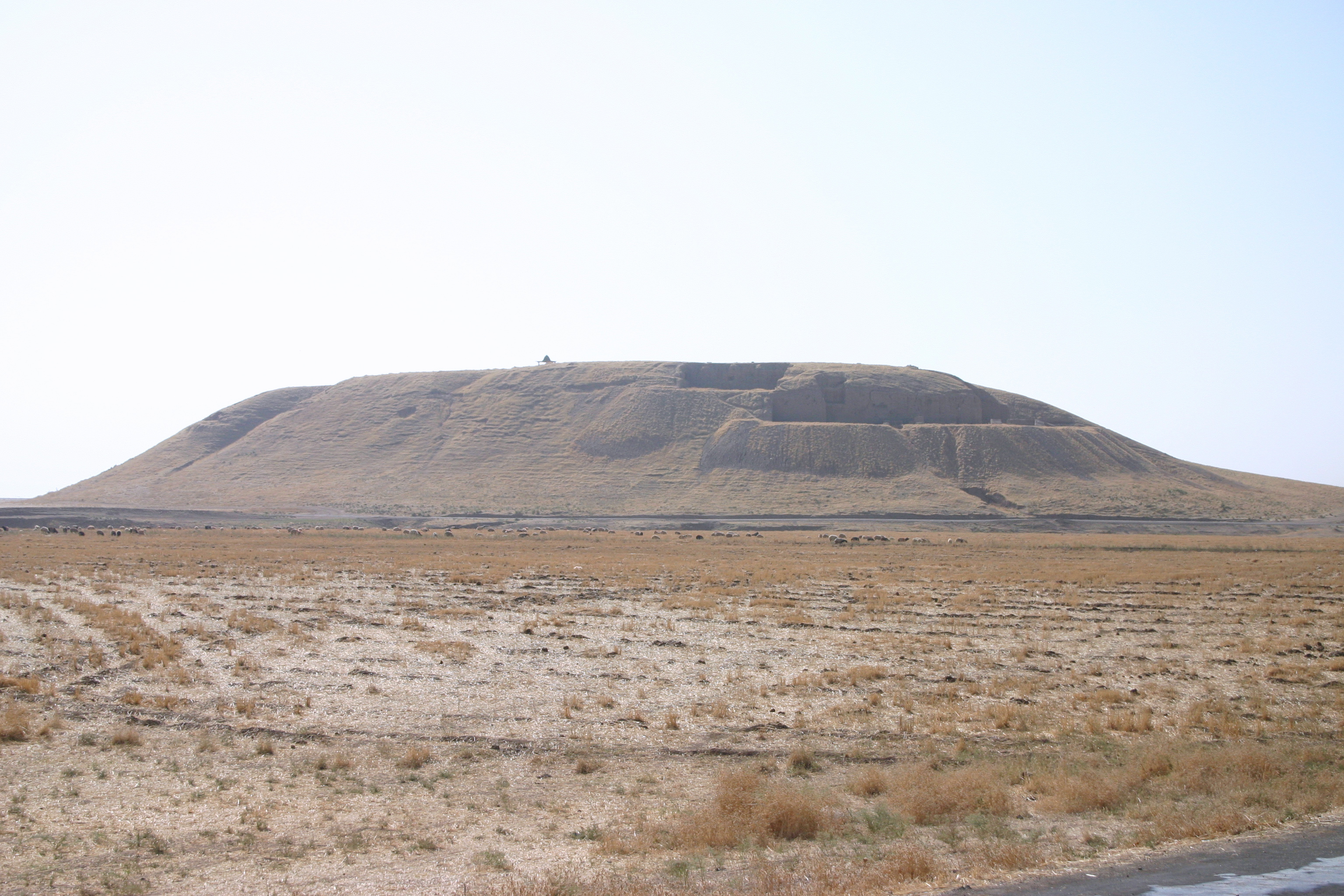
منظرلتل بري (شمال شرق سوريا) من جهة الغرب

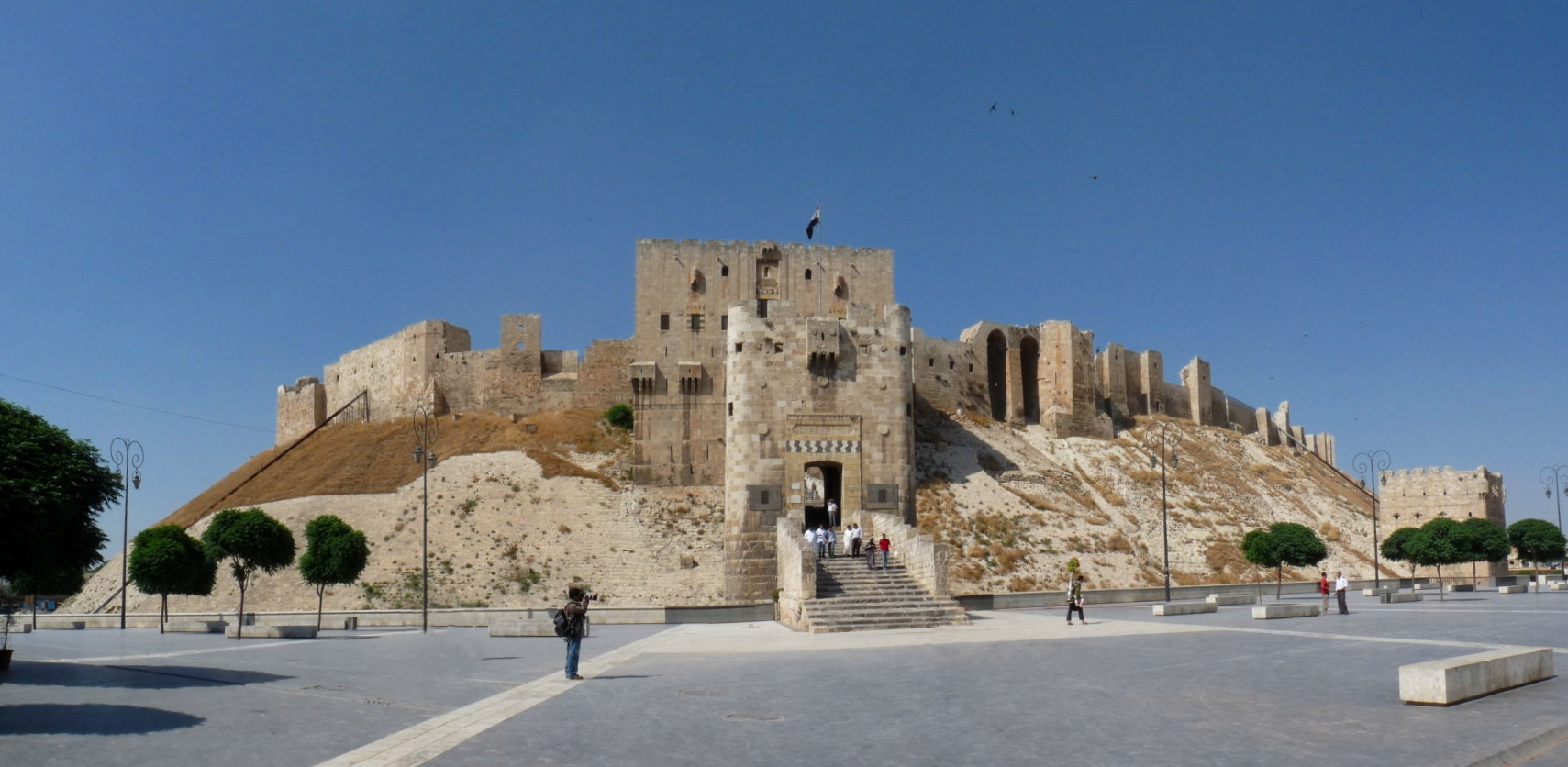
منظر لقلعة حلب (شمالي سوريا)، بُنيت على قمة التل الذي تقوم عليه القلعة منذ منتصف الألفية الثالثة قبل الميلاد.

في علم الآثار، يستخدم المصطلح نقلاً عن أصله العربي، ويكتب بصيغتين (بالإنجليزية: tell or tel)‏ وهي في الأصل عبارة عن تلة صناعية تتكون من النفايات المتراكمة للأشخاص الذين يعيشون في نفس الموقع لمئات أو آلاف السنين. تبدو التلة الكلاسيكية مثل مخروط منخفض، مُشذب والجانبين منحدرين ويمكن أن تصل إلى 30 متراً.
ترتبط التلال الأكثر شيوعاً بعلم آثار الشرق الأدنى القديم، ولكنها توجد أيضاً في أماكن أخرى، مثل آسيا الوسطى وأوروبا الشرقية وغرب إفريقيا واليونان. في الشرق الأدنى، تتركز في المناطق الأقل جفافاً، بما في ذلك بلاد ما بين النهرين العليا، و جنوب بلاد الشام، والأناضول وإيران.

## علم الآثار

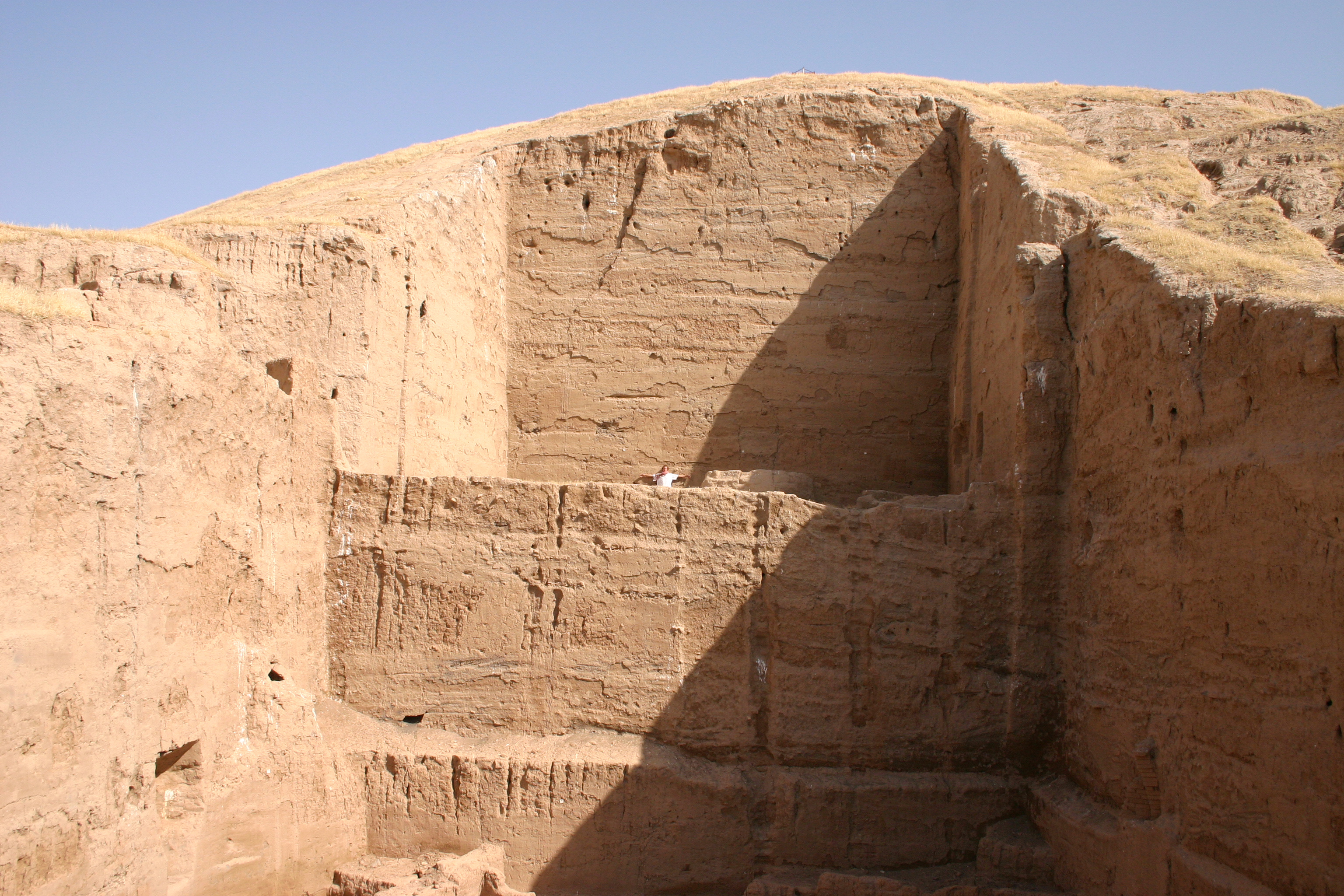
منظر لمنطقة التنقيب في تل بري (شمال شرق سوريا). لاحظ الشخص الذي يقف في الوسط للحصول على المقياس.

هي تلة اصطناعية أنشأتها أجيال عديدة من الناس الذين يعيشون ويعيدون البناء في نفس المكان. بمرور الوقت، يرتفع المستوى، لتشكيل التلة. يمكن أن يكشف التنقيب عن المباني المدفونة مثل المباني الحكومية أو العسكرية، والأضرحة الدينية والمنازل، التي تقع على أعماق مختلفة حسب تاريخ استخدامها. غالباً ما تتداخل بشكل أفقي أو رأسي أو كليهما.

## تلال مَلحوظة
- تل أبيب
- تل عقاب
- تل بري
- تل براك
- تل الخويرة
- تل القهوة
- تل كيسون
- تلكيف
- تل ليلان
- تل حشباي
- قطنا (مدينة أثرية)
- تل الصافي
- تل المستلم
- تل تمر
- قلعة أربيل
- تلعفر